# Degussa

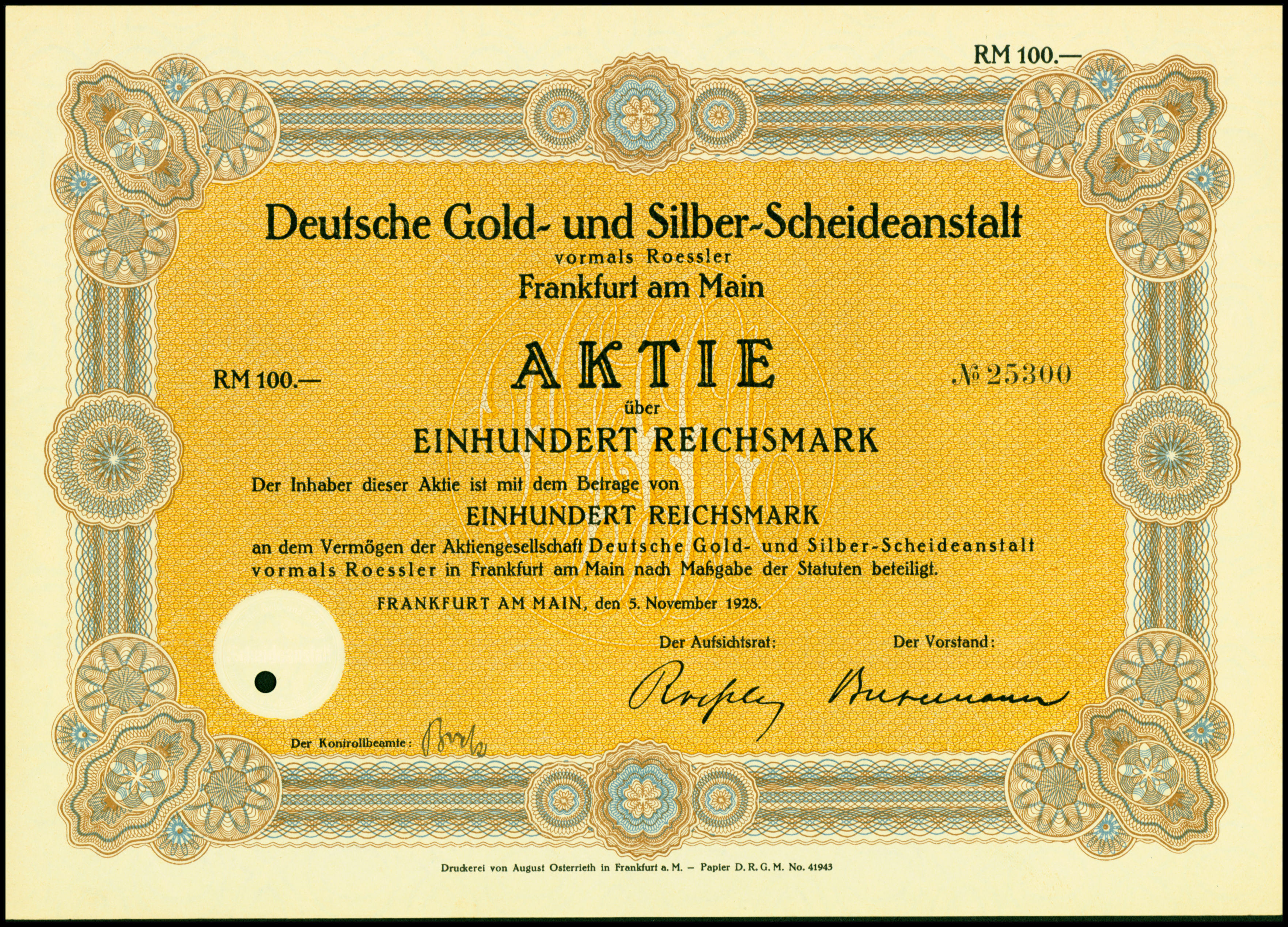
Aktie über 100 RM der Deutschen Gold- und Silber-Scheideanstalt vom 5. November 1928

Degussa  war ein bis 1999 selbständiger Konzern der Spezialchemie, deren Nachfolger seit 2019 als Evonik Operations GmbH Teil der Evonik Industries ist.
Das Frankfurter Traditionsunternehmen wurde 1873 als „Deutsche Gold- und Silber-Scheide-Anstalt vorm. Roessler“ gegründet und firmierte später unter dem Kurzwort Degussa. Bekannt vor allem als Scheideanstalt für Edelmetalle diversifizierte sich das Unternehmen ab 1890 als Hersteller von Industriechemikalien unter anderem für die Bau- und Keramikindustrie, Dentalbedarf, Ruß und Holzkohle.
Im Zweiten Weltkrieg war die Degussa stark in die nationalsozialistische Kriegswirtschaft, insbesondere die Zwangs- und Sklavenarbeit und die Vernichtung der europäischen Juden, verwickelt. Ab den 1990er Jahren bemühte sich die Degussa um die Aufarbeitung ihrer Vergangenheit, unter anderem als Gründungsmitglied der Stiftung „Erinnerung, Verantwortung und Zukunft“ zur Entschädigung von Zwangsarbeitern.
Von 1988 bis 2002 war die Degussa im DAX vertreten. 2001 verlegte der neue Mehrheitsaktionär E.ON den Sitz der Degussa nach Düsseldorf. Nach der Übernahme durch die RAG 2006 wurde die Degussa als Evonik Degussa in die Evonik Industries mit Sitz in Essen eingegliedert. Damals war Degussa ein multinationales Unternehmen mit Ausrichtung auf die Spezialchemie. Im Geschäftsjahr 2006 erwirtschafteten 36.000 Mitarbeiter einen Umsatz von 10,9 Milliarden EUR und ein operatives Ergebnis (EBIT) von 879 Millionen EUR. Damit war Degussa das drittgrößte deutsche Chemieunternehmen und in der Spezialchemie weltweit ein führender Anbieter. 

## Geschichte
Die Degussa wurde am 28. Januar 1873 als Deutsche Gold- und Silber-Scheideanstalt vormals Roessler AG in Frankfurt am Main gegründet. Sie ging aus der 30 Jahre zuvor in Betrieb genommenen Frankfurter Scheideanstalt hervor, die vom vormaligen Frankfurter „Münzwardein“ Friedrich Ernst Roessler zunächst gepachtet und als privates Unternehmen betrieben worden war. Nach der Annexion der Freien Stadt Frankfurt durch Preußen 1866 wurde die Scheiderei von seinen Söhnen Heinrich Roessler und Hector Roessler erworben und fortgeführt. Direkter Anlass zur Gründung der neuen Aktiengesellschaft war die deutsche Reichsgründung 1871 mit der Einführung der nationalen Währung Mark, durch die die Partikularwährungen der deutschen Länder obsolet wurden (z. B. der süddeutsche Gulden).
Dementsprechend wurden große Mengen an Münzen aus dem Verkehr gezogen; für die Rückgewinnung des darin enthaltenen Edelmetalls sollte Scheidekapazität in industriellem Maßstab geschaffen werden. Mit der Gründung erwarb das Unternehmen auch das Recht zu Bankgeschäften mit gemünzten und ungemünzten Edelmetallen. Das Tätigkeitsfeld wurde bald auf weitere Edelmetallprodukte (Glanzgold für die Keramik-Industrie) und Chemikalien ausgedehnt. Hauptgeschäft wurde die Herstellung von Perborat.

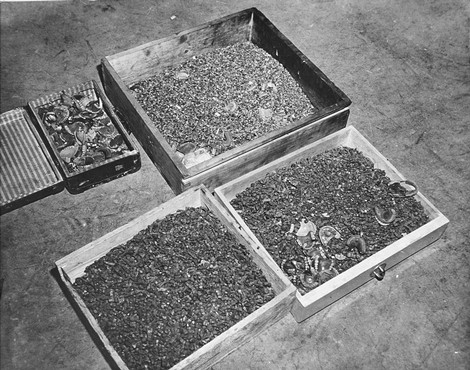
Goldzähne von Häftlingen, KZ Buchenwald nach der Befreiung, Mai 1945

Während des „Dritten Reichs“, zwischen 1933 und 1945 expandierte die Degussa mit Arisierungen (Zukäufen) jüdischer Firmen, Immobilien und Patente und verwickelte sich stark in die Verbrechen des nationalsozialistischen Regimes (siehe dazu den Abschnitt „Die Degussa im Dritten Reich“).

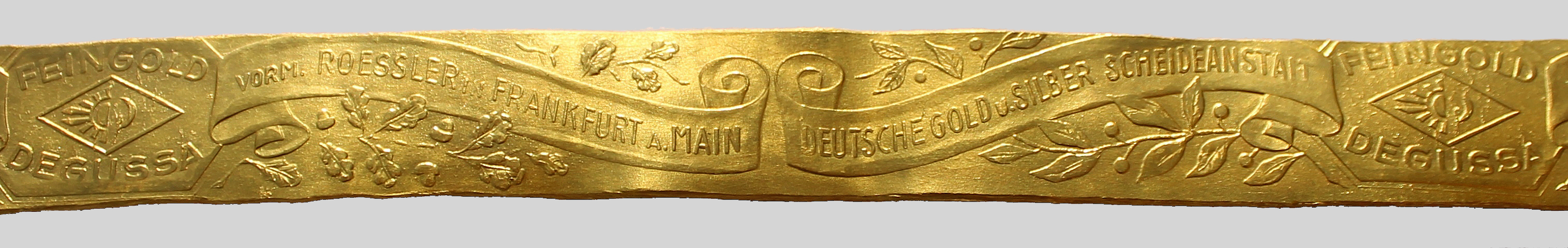
Goldband-Prägung Feingold Degussa – vorm. Roessler in Frankfurt a. Main – Deutsche Gold und Silber Scheideanstalt (1950er/1960er Jahre)

Im Zweiten Weltkrieg verlor das Unternehmen einen großen Teil seiner Produktions-, Forschungs- und Verwaltungseinrichtungen, unter anderem bei den Luftangriffen auf Frankfurt am Main. Nach dem Wiederaufbau der Unternehmenszentrale in der Frankfurter Innenstadt hatte Degussa bereits 1955 wieder nahezu 7000 Mitarbeiter. 1965 erwirtschaftete der Degussa-Konzern einen Umsatz von 1,45 Milliarden DM und beschäftigte 12.400 Mitarbeiter.
1980 wurde das Unternehmen offiziell in „Degussa AG“ umbenannt. Das Bankgeschäft, das die Degussa als zugelassene Devisenbank und Außenhandelsbank betrieben hatte, wurde vom Industriegeschäft separiert und auf die neu gegründete „Degussa Bank“ übertragen.
Ab der Einführung des DAX im Jahre 1988 gehörte die Degussa zu den Standardwerten des DAX 30. 1990 beschäftigte Degussa 35.000 Mitarbeiter und erwirtschaftete einen Jahresumsatz von 13,9 Milliarden DM.
1998 wurden die Degussa und die VEBA-Tochter Hüls AG (Marl) zur Degussa-Hüls AG fusioniert; damit wurde der Energiekonzern VEBA zum Hauptaktionär. Firmensitz blieb Frankfurt am Main.
Nach dem Zusammenschluss von VEBA und VIAG zur E.ON AG wurden die Degussa-Hüls und die VIAG-Tochter SKW Trostberg im Jahr 2001 zu einem neuen Unternehmen zusammengelegt, das den alten Namen Degussa weiterführte. Zugleich wurde der Konzernsitz nach Düsseldorf verlegt.
Durch die Fusion wurde die E.ON zum weit überwiegenden Mehrheitsgesellschafter; aufgrund der stark reduzierten Börsenkapitalisierung schied die Degussa 2002 aus dem DAX 30 aus und wurde im M-DAX notiert.
2000 wurden die Edelmetall-Aktivitäten der Degussa in eine eigene Gesellschaft ausgegliedert, die mittlerweile als Umicore AG & Co. KG zum belgischen Umicore-Konzern gehört. Damit hatte sich die Degussa von ihrem ehemaligen Kerngeschäft getrennt, das ihr den Namen gab.
Die Tochtergesellschaft der Degussa Phenolchemie mit Sitz in Gladbeck und Werken in Antwerpen und Mobile wurde 2001 an die Ineos verkauft.
2003 bekannte sich unter Vorstandsvorsitzendem Utz-Hellmuth Felcht die Degussa als ehemaliger Miteigentümer der Degesch dazu, dass die Degesch das Insektizid Zyklon B vertrieb, welches zwischen 1941 und 1944 systematisch für Massenmorde an den Menschen in den Vernichtungslagern missbraucht wurde.
An diesem Produkt verdiente die Degesch pro Jahr 200.000 RM.

Ehemaliges Logo des Chemiekonzerns Degussa

Am 1. Juni 2004 gehörten 97,5 % der Aktien an der Degussa der RAG.
Die Hauptversammlung stimmte im Mai 2006 einem Squeeze-out zu, sodass im September 2006 die Degussa eine 100%ige Tochter der RAG war.
Hintergrund war, dass der E.ON-Konzern von der RAG die Mehrheit der Ruhrgas-Anteile übernommen hatte und bis Frühjahr 2006 alle von der E.ON gehaltenen Degussa-Aktien an RAG verkaufte, die das Spezialchemieunternehmen zum Standbein für den für 2007 geplanten RAG-Börsengang machte.

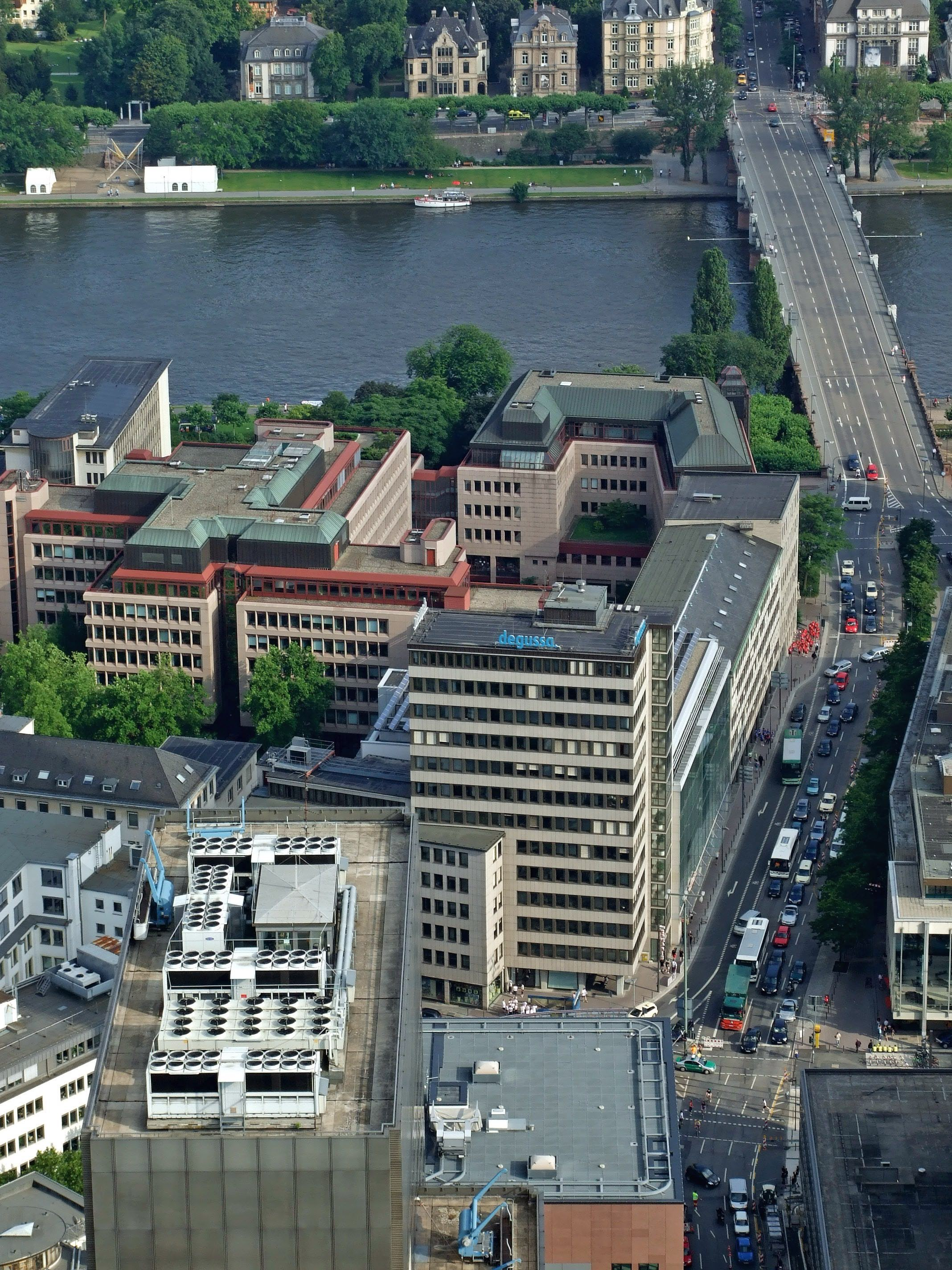
Ehemalige Degussa-Zentrale in der Frankfurter Altstadt, 2007

Degussa war Gründungsmitglied der Stiftungsinitiative der deutschen Wirtschaft. Michael Jansen, ehemaliger Degussa-Generalbevollmächtigter, war von 2000 bis Juni 2004 Vorstandsvorsitzender der vom Deutschen Bundestag ins Leben gerufenen Stiftung „Erinnerung, Verantwortung und Zukunft“, die Wiedergutmachungen an ehemalige NS-Zwangs- und Sklavenarbeiter zahlt.
Zur Finanzierung der Aktienkäufe wurde die einträgliche Bauchemiesparte der Degussa an die BASF veräußert. Degussa wurde im Januar 2007 in eine GmbH umgewandelt. Im September 2007 wurde die Eingliederung von Degussa in die neu gegründete RAG-Abspaltung Evonik Industries AG bekanntgegeben, die alle bisherigen RAG-Sparten außer dem Steinkohlebergbau umfasste. Zwischen der Evonik Industries AG und der Gesellschaft trat am 1. August 2011 ein Betriebsführungsvertrag in Kraft. Durch den Verkauf der anderen Sparten von Evonik in den Folgejahren ist diese heute auf das frühere Degussa-Geschäft fokussiert.
2019 wurde die Evonik Degussa GmbH in Evonik Operations GmbH umbenannt.
Der ehemalige Unternehmensstammsitz, ein rund 21.000 Quadratmeter großes Areal in der Frankfurter Altstadt, wurde 2010 verkauft. Zwischen 2012 und 2021 entstand hier unter dem Namen Maintor ein neues Stadtviertel aus Büro- und Wohngebäuden, Gastronomie und Gewerbe, darunter drei Hochhäuser von 64, 70 und 110 Metern Höhe.

## Beteiligungen
Beteiligungen der Evonik Operations in Deutschland:
- AQura
- Creavis Gesellschaft für Technologie und Innovation
- Evonik Goldschmidt
- Industriepark Wolfgang
- Infracor
- Joint Solar Silicon JSSi
- Evonik Oxeno
- RohMax Additives
- StoHaas Monomer
- Li-Tec Battery

## Aus der Degussa hervorgegangene Unternehmen
- ALD Vacuum Technologies GmbH, Vakuumanlagenbau, Hanau
- Degudent GmbH, Zahnersatzstoffe und Dentalwerkzeuge
- Umicore, Autoabgaskatalysatoren- und Edelmetallgeschäft
- Degussa Bank, Frankfurt
- United Initiators, Pullach (die Firma gehört nicht mehr zur Evonik)
- Industria Wohnen GmbH

### Verkauf der Markenrechte für den Edelmetallhandel
2010 erwarb die Unternehmensgruppe von August von Finck junior die Nutzungsrechte für den Markennamen Degussa im Bereich Edelmetallhandel. Gegründet wurde ein Unternehmen in München mit dem Namen Degussa Sonne/Mond Goldhandel GmbH.
Zum Sortiment des Edelmetallhandelshauses gehören neben Silber- und Goldmünzen auch im Auftrag angefertigte Motivbarren mit dem Firmenlogo, das in Anlehnung an das ursprüngliche Degussa-Logo gestaltet wurde.
Das Unternehmen warb bis einschließlich 2013 mit dem Slogan „Degussa – Gold und Silber seit 1843“.
Dies wurde dem Unternehmen vom Oberlandesgericht München in zweiter Instanz untersagt mit der Begründung, dass dies eine Unternehmenskontinuität suggeriere, die es überhaupt nicht gibt.
Tatsächlich wird die Barrenproduktion der ehemaligen Degussa von Umicore weitergeführt.

## Die Degussa im Dritten Reich
Degussa beauftragte 1998 den amerikanischen Historiker Peter Hayes mit der Aufarbeitung der Firmengeschichte während des Dritten Reiches. Eine Zusammenfassung der Ergebnisse von Hayes über die Verstrickung der Degussa in den Nationalsozialismus wurde auf der Website des Unternehmens veröffentlicht. Das Buch „Die Degussa im Dritten Reich. Von der Zusammenarbeit zur Mittäterschaft“ (Originaltitel englisch: „From Cooperation to Complicity: Degussa in the Third Reich“) von Peter Hayes erschien 2004.
Die Degussa war demnach stark in die Verbrechen des nationalsozialistischen Regimes verwickelt, unter anderem in die Verfolgung und Beraubung der Juden, in die Aufrüstung und Kriegsvorbereitung, in die Zwangs- und Sklavenarbeit und in die fabrikmäßige Massenvernichtung der Juden. Eine ihrer Tochterfirmen (Degesch – „Deutsche Gesellschaft für Schädlingsbekämpfung mbH“) lieferte Zyklon B, mit dem Gefangene in Auschwitz vergast wurden. In den Schmelzöfen der Degussa wurde auch Zahngold ermordeter Juden verarbeitet.
Berichten zufolge soll Degussa spaltbares Material für das deutsche Uranprojekt beschafft haben.

### Beteiligung an Zyklon B-Herstellung
Degussa war indirekt an der Produktion von Zyklon B beteiligt. Das Patent für die hochgiftige Substanz wurde für die Deutsche Gesellschaft für Schädlingsbekämpfung mbH („Degesch“) beantragt. Degesch gehörte zu 42,5 % Degussa.
Ab 1924 wurde Zyklon B als Schädlingsbekämpfungsmittel im Auftrag und auf Rechnung der Degussa bei der Dessauer Zuckerraffinerie GmbH hergestellt und über die Degesch unter anderem an Tesch & Stabenow geliefert. Tesch & Stabenow (Sitz in Hamburg) war von 1941 an für die Lieferungen an das Konzentrationslager Auschwitz zuständig, ab 1943 lieferte auch die Degesch direkt nach Auschwitz.
Der Erlös mit Zyklon B war in Bezug auf das Degussa-Gesamtgeschäft unbedeutend, und da nur etwa ein Prozent der produzierten Menge des Schädlingsbekämpfungsmittels für die Tötung von Menschen missbraucht wurde, wurde mangels eines sicheren Beweises der Mitwisserschaft keiner der Vorstände der Degussa jemals angeklagt.
Sie kehrten Ende der 1940er Jahre in ihre Positionen zurück. Degesch-Geschäftsführer Gerhard Peters wurde nach dem Zweiten Weltkrieg zu einer Zuchthausstrafe verurteilt, während des Revisionsverfahrens von der Degussa unterstützt und 1955 freigesprochen.

## Beteiligung am Bau des Holocaust-Mahnmals in Berlin
Degussas Beteiligung an der Zyklon-B-Herstellung kam wieder in die öffentliche Diskussion im Zusammenhang mit dem Bau des Denkmals für die ermordeten Juden Europas, als bekannt wurde, dass sowohl der Betonverflüssiger als auch die Anti-Graffiti-Beschichtung (Produktname: Protectosil® aus der Produktreihe Silane) des Mahnmals aus dem Hause Degussa stammen.
Die Arbeit am Mahnmal wurde zur Erörterung der Situation vorübergehend unterbrochen. Am 13. November 2003 beschloss jedoch das Kuratorium der Mahnmal-Stiftung den Weiterbau mit weiterer Beteiligung der Degussa: Gerade die Degussa AG habe sich in den Jahren zuvor sehr um Vergangenheitsbewältigung und Offenlegung der eigenen Geschichte bemüht.